# 황연주
황연주(黃連珠, 1986년 8월 13일 ~ )는 대한민국의 배구 선수로서, 현재 김천 한국도로공사 하이패스 소속이다. 가족은 부모님과 1남 2녀 중 첫째로, 배우자는 前 농구선수 박경상이다. 포지션은 아포짓이며 스파이크 높이는 297cm, 블로킹 높이는 287cm이다. 왼손잡이 선수로서 위력적인 스파이크 서브를 구사한다. 매 시즌 득점 랭킹 상위권에 이름을 올리는 선수이다. 수원한일전산여자고등학교(현재의 한봄고등학교)를 졸업하고, 2005년 흥국생명의 1라운드 2순위 지명을 받아 입단하였다. 프로 데뷔 첫 해에 서브상과 백어택상을 받으며 신인상을 수상했다.
NH농협 2009~2010 V-리그가 끝난 후 FA 자격을 취득하여 현대건설로 이적하였는데, 흥국생명 시절에 한솥밥을 먹었었던 황현주 감독의 영향이 컸다. 이적 첫 해 현대건설의 프로화 이후 첫 통합 우승에 기여하며 MVP를 차지하였다. 윤혜숙이 기업은행으로 이적한 후 현대건설의 주장이 되었다.
현대건설 이적 후 15년 동안 활동했으나, 2024-2025 시즌 후 샐러리캡 사정 때문에 재계약 불가 통보를 받고 현대건설에서 방출되었다. 이후 현역 연장 의지를 내비쳤고, 김천 한국도로공사 하이패스의 오퍼를 받아 이적하게 되었다.

## 내력

### 2008~2009 시즌
NH농협 2008~2009 V-리그에서 좋은 활약을 보여 주었지만, 3라운드 KT&G와의 천안 홈 경기에서는 경기를 승리한 후 눈물을 보이기도 했다. 그 경기에서 승리한 후에도 수훈 선수로 선정되어 송지선 아나운서의 "경기가 끝나고 난 후에 왜 눈물을 보였는가"에 대한 질문에 대답하지 못하고 울먹이기도 했다. 하지만 그녀는 올스타전을 앞두고 실시된 인기 투표에서 16,845표로 남녀부 통틀어 최다 득표를 차지하였다.
하지만 6라운드 GS칼텍스와의 천안 홈 경기에서 손가락을 다치며 전력에서 이탈하고 말았다. 그 바람에 그가 빠진 라이트 자리에는 한송이로 대체되었다가 카리나 오카시오로 변경하면서 통합 우승을 차지했다.

### 2012년 하계 올림픽
황연주는 런던 올림픽 배구 여자 국가대표팀에 발탁되었으나 출전하기 전에 손가락 부상을 당했다. 이로 인하여 김희진이 황연주를 대신해서 라이트에 기용되어 풀타임을 소화하였고, 황연주는 김희진의 백업으로 나왔다. 김희진이 황연주의 공백을 커버하며 대한민국 여자 배구 국가대표팀은 런던 올림픽 조별 예선을 통과했다.

## 주요 국가대표 출전 경력
- 2005년 월드그랑프리 배구대회, 아시아여자배구선수권대회, 월드그랜드챔피언쉽
- 2006년 월드그랑프리 배구대회, 세계배구선수권대회, 도하 아시안 게임
- 2009년 아시아여자배구선수권대회
- 2010년 광저우 아시안 게임
- 2011년 월드그랑프리 배구대회, 아시아여자배구선수권대회, 월드그랜드챔피언쉽
- 2012년 런던 올림픽
- 2016년 리우데자네이루 올림픽

## 수상 경력

### 단체 수상

#### 국가대표팀
- 대한민국 여자 배구 국가대표팀 (2005-2016)
  - 아시안 게임
    -  준우승 (1회) : 2010

#### 개인 클럽
- 천안 흥국생명 핑크스파이더스 (2005-2010)
  - V-리그
    - 챔피언결정전
      -  우승 (3회) : 2005-06, 2006-07, 2008-09
      -  준우승 (1회) : 2007-08
- 수원 현대건설 힐스테이트 (2010-)
  - V-리그
    - 챔피언결정전
      -  우승 (2회) : 2010-11, 2015-16
      -  준우승 (2회) : 2011-12, 2014-15
      -  3위 (2회) : 2012-13, 2017-18

    - 정규리그
      -  1위 (1회) : 2010-11
      - 1위(시즌 조기종료) (1회) : 2019-20
      -  2위 (1회) : 2015-16
      -  3위 (4회) : 2011-12, 2012-13, 2014-15, 2017-18

  - KOVO컵
    -  우승 (3회): 2014, 2019, 2021
    -  준우승 (2회) : 2013, 2015

### 개인 수상

#### 개인 클럽
- 2003년 전국종별선수권 여고부 MVP
- 2005년 V-리그 신인선수상, 서브상, 백어택상
- 2007년 V-리그 서브상